# اقرو
اقرو (به عربی: أقرو) یک شهرداری در الجزایر است که در استان تیزی وزو واقع شده‌است. اقرو ۴۱٫۷۵ کیلومتر مربع مساحت دارد.